# Microrégion de Piancó
La microrégion de Piancó est l'une des huit microrégions qui subdivisent le sertão de l'État de la Paraíba au Brésil.
Elle comporte 9 municipalités qui regroupaient 69 538 habitants en 2006 pour une superficie totale de 3 286 km².

## Municipalités[1]
- Aguiar
- Catingueira
- Coremas
- Emas
- Igaracy
- Nova Olinda
- Olho d'Água
- Piancó
- Santana dos Garrotes